# Mistero e poesia
Mistero e poesia è un album del pianista e compositore italiano Fabio Mengozzi, pubblicato nel 2018.

## Tracce
1. Mysterium – 10:59
2. Rivo di cenere – 2:32
3. Scintilla – 2:35
4. Nauta – 3:11
5. Ianus – 3:08
6. Commiato – 8:40
7. Reverie IV – 3:49
8. Artifex – 2:36
9. Faro notturno – 2:38
10. Viride – 5:01
11. Era – 2:40
12. Sempiterna ruota – 1:56
13. Cometa nella notte – 3:47
14. Sfinge – 7:19
15. Estro – 3:26
16. Ceruleo vagare – 4:34
17. Ananke – 2:06
18. Anelito al silenzio – 2:15